# Juegos cereales
Se llaman juegos cereales a los juegos que se celebraban en el Circo de Roma el 10 de abril. Anteriormente, habían recibido el nombre de fiestas cereales. 
Se trataba de una celebración en la que por espacio de ocho días se celebraban carreras de caballos y luchas de gladiadores. A estos juegos asistían los espectadores vestidos de blanco. 